# Афины (дим)

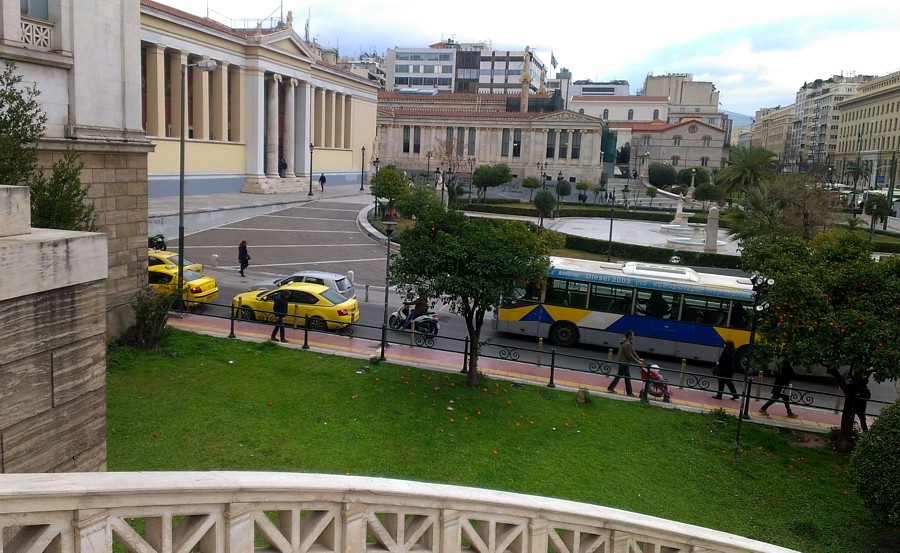
Афины

Афи́ны (греч. Δήμος Αθηναίων) — самая густонаселённая община (дим) в Греции. Административный центр децентрализованной администрации Аттики и периферии Аттики. Население — 664 046 жителей по переписи 2011 года. Площадь — 38,964 квадратного километра. Плотность — 17 042,55 человека на квадратный километр.
Является центром и ядром городской агломерации Афин. Центром Афин является площадь Омониас. В общине находится Королевский дворец, здание парламента Греции.
По результатам местных выборов 2019 года димархом стал Костас Бакояннис.

## История
Община Афины создана 13 октября 1834 года по административному делению 1833 года, была одной из восьми общин, на которые делилась епархия Аттика. В 1840 году (ΦΕΚ 22Α) к общине была присоединена община Амарусион, и в 1850 году (ΦΕΚ 9Α) отсоединена.
В 1912 году к общине были присоединены: Эвонимия (Трахонес, Ано-Каламаки), Метаморфосис, Брахами, Ираклион, Амарусион, Неа-Льосия (Илион), Карас, Кифисья, Палеон-Фалирон и Халандрион. В 1915 году был присоединён Каматерон, который до этого входил в общину Ахарне. В 1920 году присоединены Вула, Вулиагмени, Еракас, Хасани, Кесариани, Айос-Иоанис-Рендис, Психикон, Айия-Варвара, Дзидзифиес, Мосхатон, Коридалос (Куцикари), Галацион, Пикродафни, Пиритидопиио (Барутадико, Эгалео), Перистери, Пендели, Айия-Элеуса, Хайдарион, Глифада, Калогреза, Кациподи, Неа-Смирни (Аналатос), Скарамангас, Дафни, Айос-Козмас и Паранкес.
В 1925 году от общины Афин отделились Калитея, Ираклион, Амарусион, Неа-Льосия, Айос-Иоанис-Рендис, Брахами, Палеон-Фалирон, Халандрион, Кифисья и Мосхатон, которые образовали самостоятельные одноименные общины. Дзидзифиес отделился и слился с общиной Неон-Фалирон. Айия-Варвара, Кациподи, Айос-Козмас и Глифада присоединились к общине Брахами. Айия-Элеуса присоединилась к общине Калитея.
В 1933 году (ΦΕΚ 109Α) от общины Афины отделены Вирон, Неа-Иония, Неа-Филаделфия, Кукуваунес, Калогреза, Кесариани, Перистерион и Каматерон, которые образовали самостоятельные одноименные общины. В 1934 году (ΦΕΚ 22Α) от общины Афины отделены Неа-Сфайия (Таврос) и Имитос, которые образовали самостоятельные одноименные общины, а Пиритидопиион (Πυριτιδοποιείον) стал центром общины Эгалео. От общины Афин отделились и присоединились к общине Эгалео: Неэ-Кидоние (Νέαι Κυδωνίαι), Ктима-Александру-Луми (Κτήμα Αλεξάνδρου Λούμη), Скарамангас, Неэ-Фокие (Νέαι Φώκεαι), Айия-Варвара, Айия-Элеуса, Сотираки, Дафни и Хайдарион.
В 1954 году (ΦΕΚ 23Α) от общины Афин отделён Галацион.

## Димархи
- Аврамопулос, Димитрис (1995—2002)
- Бакоянни, Дора (2003—2006)
- Пилипи, Фотини[англ.] (и. о., 2006)
- Теодорос Бехракис[греч.] (2006)
- Какламанис, Никитас (2007—2010)
- Каминис, Йоргос (2011—2019)
- Йоргос Брулиас[греч.] (и. о., 2019)
- Бакояннис, Костас (с 1 сентября 2019)[5]

## Население
| Год  | Община, человек |
| ---- | --------------- |
| 1848 | 26 256          |
| 1849 | 26 197          |
| 1850 | 25 331          |
| 1851 | 24 754          |
| 1852 | 24 345          |
| 1853 | 30 559          |
| 1854 | 30 520          |
| 1855 | 31 298          |
| 1856 | 33 136          |
| 1861 | 42 972          |
| 1870 | 48 107          |
| 1879 | 68 677          |
| 1889 | 114 355         |
| 1896 | 128 735         |
| 1907 | 175 430         |
| 1920 | 292 876         |
| 1928 | 384 731         |
| 1940 | 481 225         |
| 1951 | 555 484         |
| 1961 | 627 564         |
| 1971 | 867 023         |
| 1981 | 885 737         |
| 1991 | 816 556         |
| 2001 | 789 166         |
| 2011 | ↘ 664 046       |